# Medì
Medì (Kiel, 17 settembre 1964) è un percussionista, compositore e autore tedesco.
È considerato uno dei massimi interpreti del pandeiro, strumento con il quale ha ottenuto prestigiosi riconoscimenti da parte del pubblico e della critica specializzata americana e europea.
Figlio di un jazzista italiano emigrato, conosce gli strumenti a percussione fin da bambino, cominciandoli a studiare seriamente all'età di dodici anni con Paulinho Da Costa, approdando successivamente all'attività di session man in studio a soli sedici anni.
La sua perizia lo ha portato ad inventare nel 2003 il "drubla", un tamburo a cornice multitimbrico.
È attualmente il percussionista di Nehemiah Brown Florence Gospel Choir School, uno dei più famosi cantanti gospel americani in Italia.
Tiene seminari e concerti prevalentemente in Germania, nei Paesi Bassi e nei paesi scandinavi.